# Francisco Javier Sánchez González
Francisco Javier Sánchez González (30 de janeiro de 1973) é um ex-futebolista profissional mexicano que atuava como defensor.

## Carreira
Francisco Javier Sánchez González representou a Seleção Mexicana de Futebol nas Olimpíadas de 1996.